# Більське газоконденсатне родовище
Більське газоконденсатне родовище — належить до Талалаївсько-Рибальського нафтогазоносного району Східного нафтогазоносного регіону України.

## Опис
Розташоване в Полтавській області на відстані 18 км на півн. схід від м. Зіньків.
Знаходиться в центральній частині приосьової зони Дніпровсько-Донецької западини на півн. схилі Шилівської депресії.
Структура виявлена в 1952-53 рр. і в кам'яновугільних утвореннях є криптодіапіровою брахіантикліналлю північно-західного простягання, яка серією поперечних та діагональних скидів амплітудою 50-200 м розчленована на тектонічні блоки; розміри підняття 18,0х5,5 м, амплітуда 450 м.
Перший промисловий приплив газу отримано в 1957 р. в інт 1696—1700 м з утворень середньої юри.
Поклади пластові, склепінчасті, тектонічно екрановані. Колектори — пісковики.
Експлуатується з 1963 р. На 1.01.1994 р. видобуто 1082 млн. м³ газу і 56,3 тис. т конденсату (відповідно 28,4 ті 20,5 % від їх початкових видобувних запасів). Запаси початкові видобувні категорій А+В+С1 — 7019 млн. м³ газу; конденсату — 465 тис. т.